# Камарда, Чарлз
Чарлз Джо́зеф Камарда́, (англ. Charles "Charlie" Joseph Camarda; род. 1952) — астронавт НАСА. Совершил один космический полёт на шаттле: STS-114 (2005, «Дискавери»).

## Личные данные и образование

От внешнего топливного бака отваливаются куски изоляции.

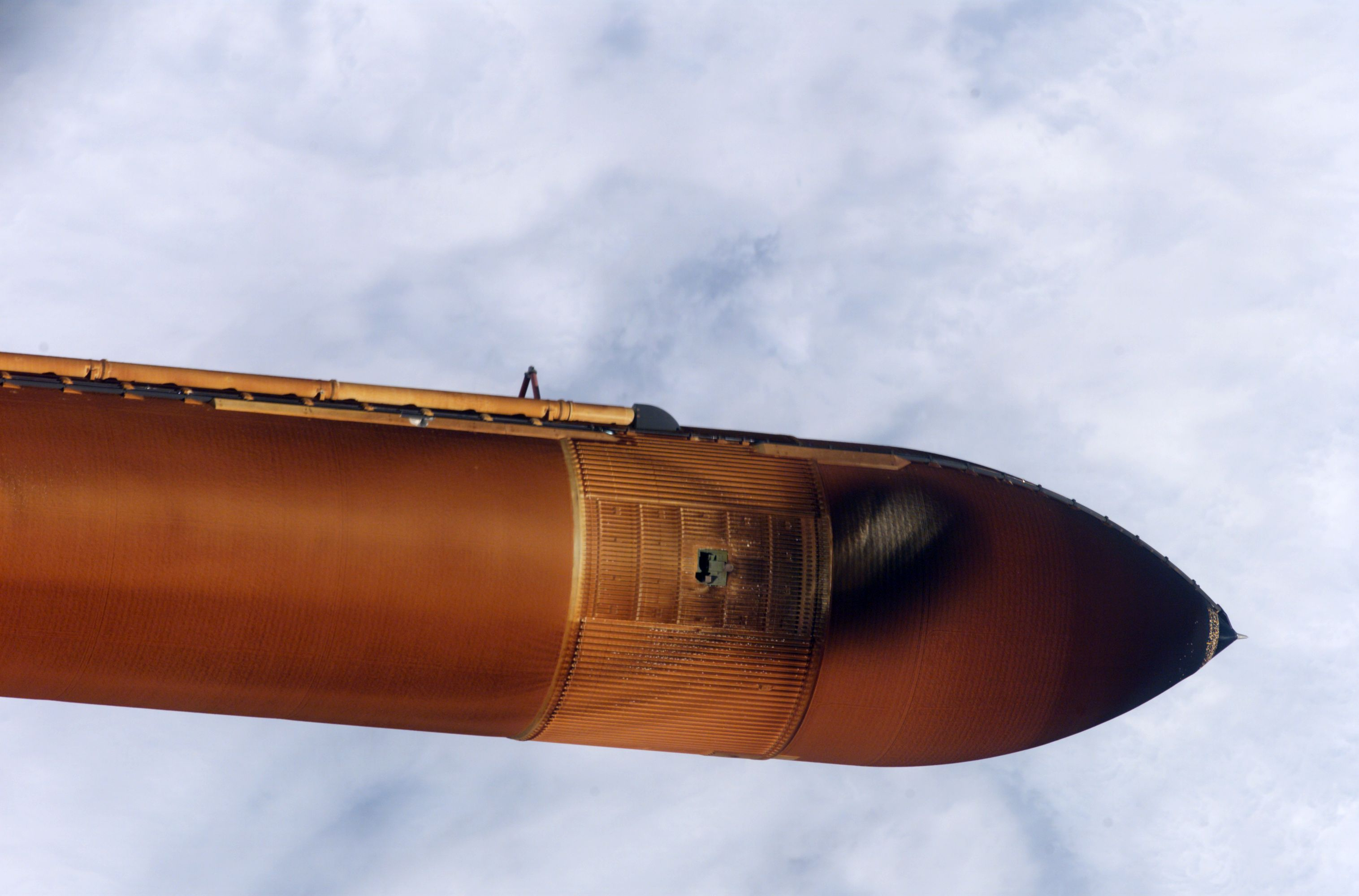
Внешний топливный бак после отделения.

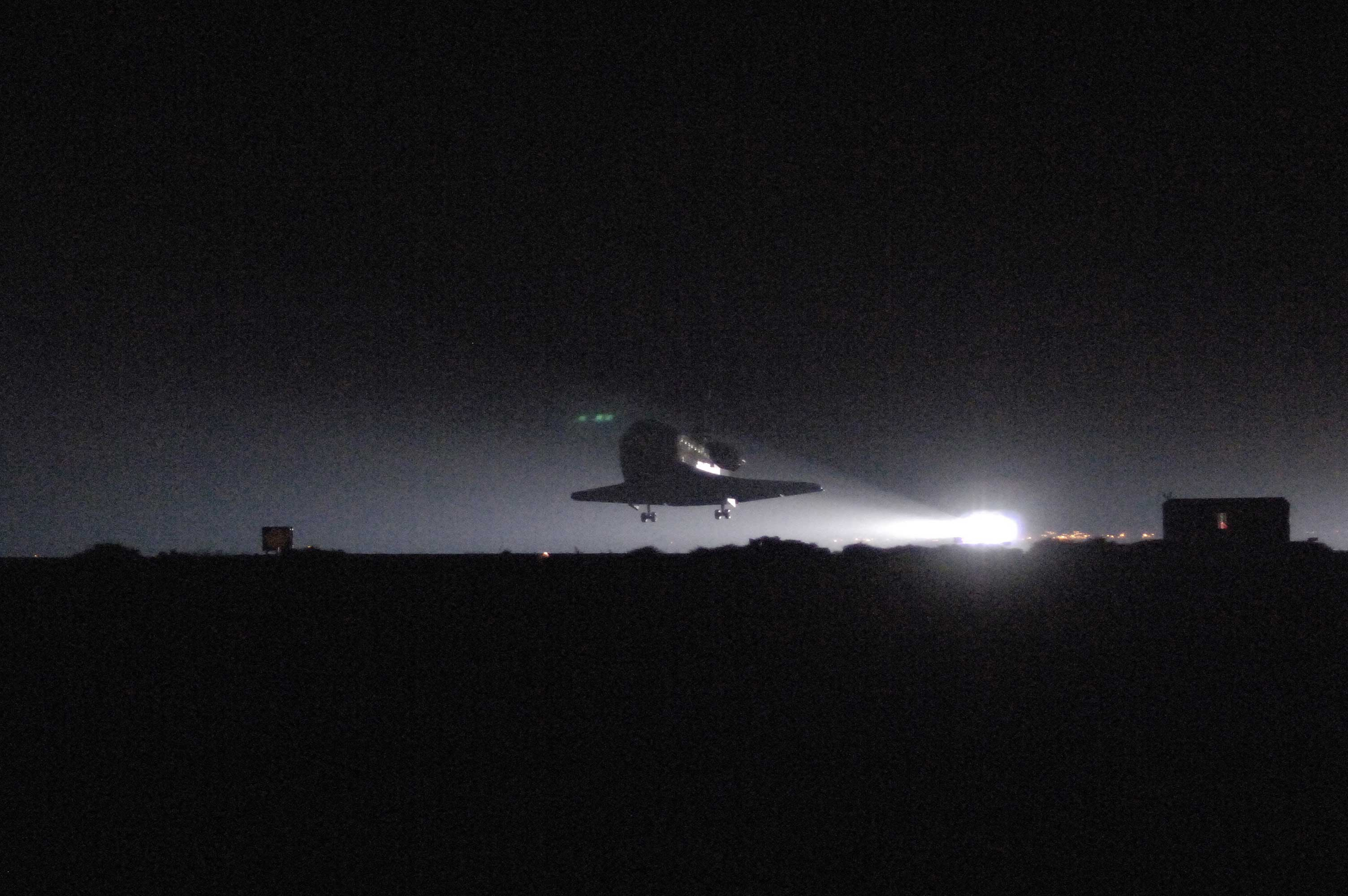
Успешное приземление.

Чарлз Камарда родился 8 мая 1952 года в Куинсе, Нью-Йорк. В 1970 году окончил среднюю школу Архиепископа Моллоя, Ямайка, Нью-Йорк. В 1974 году получил степень бакалавра наук в области аэрокосмической техники в Политехническом институте в Бруклине. В 1980 году получил степень магистра наук в области инженерных наук в Университете Джорджа Вашингтона, Вашингтон, Округ Колумбия. В 1990 году получил степень Ph. D. в области аэрокосмической техники в Политехническом институте, Виргиния.
Жена — Мелинда Миллер, у них четверо детей. Его родители, Рэй и Джек Камарда, проживают в Квинсе, Нью-Йорк. Его брат, Барни Камарда, и его семья проживают в Валлей-Стрим, Лонг-Айленд.
Любит бадминтон, бег, тяжёлую атлетику, бокс. Радиолюбитель с позывным KC5ZSY.

## До НАСА
В 1974 году Камарда начал работу в исследовательском центре НАСА, Хэмптон, штат Виргиния. Он был учёным-исследователем в Отделении структур конструкций и материалов, занимался исследованиями возможностей трубок охлаждения (отвода тепла) с передней кромки шаттлов. Он занимался анализом и математической оптимизацией, экспериментальными исследованиями тепловых трубок, конструкторской механикой и динамикой, теплообменом, и для самолётов, космических аппаратов и космических ракет-носителей. Его исследования и разработки по версии журнала «Промышленные исследования» вошли в Топ-100 лучших технических новинок 1983 года («охлаждение сэндвич-панелей теплоотводными трубками»).

## Подготовка к космическим полётам
1 мая 1996 года был зачислен в отряд НАСА в составе шестнадцатого набора, кандидатом в астронавты. Стал проходить обучение по курсу Общекосмической подготовки (ОКП). По окончании курса, в 1998 году получил квалификацию «специалист полёта» и назначение в Офис астронавтов НАСА. Получил назначение в Отдел систем и эксплуатации шаттлов.

## Полёты в космос
- Первый полёт — STS-114[4], шаттл «Дискавери». C 26 июля по 9 августа 2005 года, в качестве специалиста полёта. Цель экспедиции обозначена как «Возвращение к полётам». Это первый полёт шаттла после катастрофы «Колумбии» в 2003 году. Задачи экспедиции: проверка новых систем безопасности шаттла, доставка продовольствия и воды для экипажа МКС, проверка возможности ремонта повреждения тепловой защиты крыльев шаттлов, замена вышедшего из строя гиродина и установка внешней складской платформы ESP-2 на шлюзовую камеру «Квест». «Дискавери» доставил на МКС около 8 240 кг грузов в многоцелевом грузовом модуле «Раффаэлло» и вернул с МКС на Землю около 8 956 кг отработанных материалов. По результатам обследования «Дискавери» на орбите выявлено около 25 повреждений («сколов») термозащиты корабля. По заявлению НАСА, нормой является 145—150 сколов за один старт. Продолжительность полёта составила 13 суток 21 час 32 минуты[5].

Общая продолжительность полётов в космос — 13 дней 21 час 32 минуты.

## После полётов
Осенью 2005 года получил должность исполняющего обязанности директора (в мае 2006 года — директор) Технического отдела в Центре космических исследований имени Джонсона, в Хьюстоне, штат Техас. Позже занимал должность старшего советника по инновациям в офисе главного инженера в штаб-квартире НАСА. В 2019 году уволился из НАСА.
Камарда — автор нескольких статей по термозащите, на его счету 7 изобретений (патентов).

## Награды и премии
Награждён: Медаль «За космический полёт» (2005) и многие другие.